# آمارکورد
آمارکورد (به ایتالیایی: Amarcord) فیلمی ایتالیایی در سبک کمدی درام از فدریکو فلینی محصول ۱۹۷۳ است.

## خلاصه
فلینی در این اثر که آن را در سال ۱۹۷۳ ساخته‌است، خاطرات کودکی‌اش را به تصویر می‌کشد و بیننده را در خیابان‌ها و کوچه‌های شهر به دنبال خودش می‌کشد. برخی از ویژگی‌های فیلم‌های دیگر او که در این فیلم هم دیده می‌شود: کمدی و طنز تلخ، اشاره به غرایز انسانی و موارد بسیار دیگر.

## جوایز
- جایزهٔ بهترین فیلم خارجی‌زبان از هیئت ملی بازبینی فیلم
- جایزهٔ بهترین کارگردانی از حلقه منتقدان نیویورک
- جایزهٔ بهترین کارگردانی از دیوید دی دوناتلو
- جایزهٔ بهترین کارگردانی، بهترین داستان، بهترین بازیگر نقش اول از جایزه انجمن ملی فیلم ایتالیا
- جایزهٔ اسکار بهترین فیلم خارجی‌زبان
- جایزهٔ بهترین فیلم خارجی‌زبان از انجمن منتقدان سینمای فرانسه
- جایزهٔ بهترین فیلم خارجی‌زبان از حلقه منتقدان فیلم کانزاس سیتی